# Incident OVNI de Vorónej
L'incident OVNI de Vorónej és un suposat episodi d'avistament d'un ovni i contacte amb els seus tripulants extraterrestes a la ciutat de Vorónej, al sud de la Rússia europea, el 27 de setembre del 1989.

## La narració de l'esdeveniment
El 27 de setembre del 1989, en plena perestroika, es va produir suposadament a la ciutat soviètica de Vorónej, al sud-est de Moscou, un encontre amb un ovni i els seus ocupants que, a causa de la quantitat de testimonis, de com era de grotesca la informació i de la rellevància de la principal agència implicada en la notícia (Tass), va tenir una repercussió mediàtica inusual.
El 2010 els suposats testimonis encara no s'havien desdit de les seves afirmacions. Segons diversos testimonis, sobretot nens, el dia 27 de setembre del 1989, un ovni va aterrar en un parc de Vorónej i en van sortir uns éssers humanoides que van ser descrits d'uns 3 metres d'alçada, amb tres ulls i caps petits. Un d'ells va disparar un noi amb una mena de pistola i el va paralitzar. Un altre el van invisibilitzar. Al cap d'uns minuts els éssers se'n van anar en la nau i els nois afectats es van recuperar. Van deixar unes estranyes empremtes sobre el terreny, que van ser analitzades per un grup de científics locals, els quals van afirmar que hi havia hagut un aterratge d'una nau extraterrestre. A més d'això, els dies anteriors al succés, la policia de la ciutat havia rebut avís sobre estranyes aparicions d'ovnis a la contrada.